# Lijst van voetbalinterlands Denemarken - Faeröer
Deze lijst van voetbalinterlands is een overzicht van alle officiële voetbalwedstrijden tussen de nationale teams van Denemarken en Faeröer. De landen speelden tot op heden zeven keer tegen elkaar. De eerste ontmoeting, een kwalificatiewedstrijd voor het Europees kampioenschap voetbal 1992, werd gespeeld in Kopenhagen op 10 oktober 1990. Het laatste duel, een vriendschappelijke wedstrijd, vond plaats op 26 maart 2024 in Brøndby.

## Wedstrijden
| № | Plaats     | Datum             | Competitie           | Wedstrijd            | Uitslag |
| - | ---------- | ----------------- | -------------------- | -------------------- | ------- |
| 1 | Kopenhagen | 10 oktober 1990   | EK 1992 kwalificatie | Denemarken – Faeröer | 4 – 1   |
| 2 | Landskrona | 25 september 1991 | EK 1992 kwalificatie | Faeröer – Denemarken | 0 – 4   |
| 3 | Tórshavn   | 16 augustus 2000  | Vriendschappelijk    | Faeröer – Denemarken | 0 – 2   |
| 4 | Herning    | 7 oktober 2020    | Vriendschappelijk    | Denemarken − Faeröer | 4 − 0   |
| 5 | Tórshavn   | 4 september 2021  | WK 2022 kwalificatie | Faeröer − Denemarken | 0 − 1   |
| 6 | Kopenhagen | 12 november 2021  | WK 2022 kwalificatie | Denemarken − Faeröer | 3 − 1   |
| 7 | Brøndby    | 26 maart 2024     | Vriendschappelijk    | Denemarken − Faeröer | 2 − 0   |

## Samenvatting
| Competitie        | Totaal gespeeld | Winst Denemarken | Gelijk | Winst Faeröer | Doelsaldo Denemarken – Faeröer |
| ----------------- | --------------- | ---------------- | ------ | ------------- | ------------------------------ |
| WK-kwalificatie   | 2               | 2                | 0      | 0             | 4 − 1                          |
| EK-kwalificatie   | 2               | 2                | 0      | 0             | 8 − 1                          |
| Vriendschappelijk | 3               | 3                | 0      | 0             | 8 − 0                          |
| Totaal            | 7               | 7                | 0      | 0             | 20 − 2                         |

Wedstrijden bepaald door strafschoppen worden, in lijn met de FIFA, als een gelijkspel gerekend.

## Details

### Eerste ontmoeting
| EK 1992 kwalificatie (Kopenhagen, Denemarken, 10 oktober 1990):                                                                                           |              | |
| Denemarken | 4 – 1        | Faeröer |
| Michael Laudrup 8' Lars Elstrup 40' Michael Laudrup 48' Flemming Povlsen 89'                                                                              | goals        | 22' Allan Mørkøre |
| Richard Møller-Nielsen | bondscoach   | Páll Guðlaugsson |
| Peter Schmeichel John Sivebæk Kent Nielsen Lars Olsen Jan Heintze Jan Bartram Kim Vilfort Lars Elstrup 73' Flemming Povlsen Michael Laudrup Brian Laudrup | opstellingen | Jens Martin Knudsen Jóannes Jakobsen Tummas Eli Hansen Mikkjal Danielsen 90' Allan Mørkøre Torkil Nielsen Jan Dam Ábraham Løkin Hansen Julian Hansen Kári Reynheim 76' Kurt Mørkøre |
| Erik Rasmussen 74' | wissels      | 76' Gunnar Mohr 90' Magni Jarnskor |
| Peter Schmeichel ??' | gele kaarten | ??' Jens Martin Knudsen ??' Jan Dam |
| - Debuut van Erik Rasmussen (Brøndby IF) voor Denemarken.                                                                                                 |              | |

### Tweede ontmoeting
| EK 1992 kwalificatie (Landskrona, Zweden, 25 september 1991): |              | |
| Faeröer | 0 – 4        | Denemarken |
| | goals        | 2' Kim Christofte 7' Bent Christensen 71' Frank Pingel 76' Kim Vilfort                                                                                            |
| Páll Guðlaugsson | bondscoach   | Richard Møller-Nielsen |
| Jens Martin Knudsen 56' Kurt Mørkøre Mikkjal Danielsen Jóannes Jacobsen Tummas Eli Hansen Jan Dam Magni Jarnskor Ábraham Hansen Todi Jónsson 84' Kári Reynheim Jan Allan Müller | opstellingen | Peter Schmeichel John Sivebæk Kent Nielsen Lars Olsen Henrik Larsen John Jensen 60' Kim Christofte Kim Vilfort Flemming Povlsen Bent Christensen 70' Lars Elstrup |
| Kaj Leo Johannesen 56' Eyðfinn Davidsen 84' | wissels      | 60' Johnny Mølby 70' Frank Pingel |
| Ábraham Hansen 27' Kári Reynheim 36' Jan Dam 66' | gele kaarten | 40' John Jensen |
| - Debuut van Kaj Leo Johannesen (HB Tórshavn) voor Faeröer. |              | |

### Derde ontmoeting
| Vriendschappelijk (Tórshavn, Faeröer, 16 augustus 2000): |              | |
| Faeröer | 0 – 2        | Denemarken |
| | goals        | 56' Ebbe Sand 59' Brian Nielsen |
| Allan Simonsen | bondscoach   | Morten Olsen |
| Jakup Mikkelsen 46' Óli Johannesen Jens Kristian Hansen Øssur Hansen Hans Fróði Hansen Sámal Joensen 71' Uni Arge 71' Julian Johnsson Allan Mørkøre 74' Todi Jónsson John Pedersen 82' | opstellingen | Peter Schmeichel 82' Thomas Helveg René Henriksen Jan Heintze 68' Thomas Gravesen 46' Bjarne Goldbæk Brian Steen Nielsen Claus Jensen 82' Dennis Rommedahl 46' Jon Dahl Tomasson 68' Ebbe Sand |
| Jens Martin Knudsen 46' Fróði Benjaminsen 71' Kurt Mørkøre 71' Henning Jarnskor 74' Rogvi Jacobsen 82'                                                                                 | wissels      | 46' Allan Nielsen 46' Michael Johansen 68' Per Frandsen 68' Henrik Pedersen 82' Steven Lustü 82' Morten Bisgaard                                                                               |
| Kurt Mørkøre 49' | gele kaarten | 76' Per Frandsen |
| - Debuut van Steven Lustü (Herfølge BK), Michael Johansen (AB), Dennis Rommedahl (PSV) en Henrik Pedersen (Silkeborg IF) voor Denemarken.                                              |              | |

DBU · A-internationals · Selecties · Bondscoaches · Deens vrouwenelftal · Olympisch elftal · Denemarken U21 · Denemarken U20 · Denemarken U19 · Denemarken U18 · Denemarken U17 · Denemarken U16 · Vrouwen U17
1908 – 1919 ·
1920 – 1929 ·
1930 – 1939 ·
1940 – 1949 ·
1950 – 1959 ·
1960 – 1969 ·
1970 – 1979 ·
1980 – 1989 ·
1990 – 1999 ·
2000 – 2009 ·
2010 – 2019 ·
2020 − 2029
EK's: 1964 · 
1984 · 
1988 · 
1992 · 
1996 · 
2000 · 
2004 · 
2012 · 
2020 · 
2024
WK's: 1986 · 
1998 · 
2002 · 
2010 · 
2018 · 
2022
OS: 1908 · 
1912 · 
1920 · 
1948 · 
1952 · 
1960 · 
1972 · 
1992 · 
2016
1908 · 
1909 · 
1910 · 
1911 · 
1912 · 
1913 · 
1914 · 
1915 · 
1916 · 
1917 · 
1918 · 
1919 · 
1920 · 
1921 · 
1922 · 
1923 · 
1924 · 
1925 · 
1926 · 
1927 · 
1928 · 
1929 · 
1930 · 
1931 · 
1932 · 
1933 · 
1934 · 
1935 · 
1936 · 
1937 · 
1938 · 
1939 · 
1940 · 
1941 · 
1942 · 
1943 · 
1944 · 
1946 · 
1947 · 
1948 · 
1949 · 
1950 · 
1952 · 
1952 · 
1953 · 
1954 · 
1955 · 
1956 · 
1957 · 
1958 · 
1959 · 
1960 · 
1961 · 
1962 · 
1963 · 
1964 · 
1965 · 
1966 · 
1967 · 
1968 · 
1969 · 
1970 · 
1971 · 
1972 · 
1973 · 
1974 · 
1975 · 
1976 · 
1977 · 
1978 · 
1979 · 
1980 · 
1981 · 
1982 · 
1983 · 
1984 · 
1985 · 
1986 · 
1987 · 
1988 · 
1989 · 
1990 ·
1991 · 
1992 · 
1993 · 
1994 · 
1995 · 
1996 · 
1997 · 
1998 · 
1999 · 
2000 · 
2001 · 
2002 · 
2003 · 
2004 · 
2005 · 
2006 · 
2007 · 
2008 · 
2009 · 
2010 · 
2011 · 
2012 · 
2013 · 
2014 · 
2015 · 
2016 · 
2017 · 
2018 ·
2019 ·
2020 ·
2021 ·
2022 ·
2023
Albanië ·
Algerije ·
Argentinië ·
Armenië ·
Australië ·
België ·
Bermuda ·
Bosnië en Herzegovina · 
Brazilië ·
Bulgarije ·
Canada ·
Chili ·
Cyprus ·
DDR ·
Duitsland ·
Ecuador ·
Egypte ·
Engeland ·
Estland ·
Faeröer · 
Finland · 
Frankrijk ·
Gambia ·
Georgië ·
Ghana ·
Gibraltar ·
GOS ·
Griekenland ·
Honduras ·
Hongarije ·
Hongkong ·
Ierland ·
IJsland ·
Indonesië ·
Iran ·
Israël ·
Italië ·
Japan ·
Joegoslavië ·
Kameroen ·
Kazachstan ·
Kosovo · 
Kroatië · 
Letland ·
Liechtenstein ·
Litouwen ·
Luxemburg ·
Malta ·
Marokko ·
Mexico ·
Moldavië · 
Montenegro · 
Nederland ·
Nederlandse Antillen ·
Nigeria ·
Noord-Ierland ·
Noord-Macedonië ·
Noorwegen ·
Oekraïne ·
Oostenrijk ·
Panama ·
Paraguay ·
Peru ·
Polen ·
Portugal ·
Roemenië ·
Rusland ·
San Marino ·
Saoedi-Arabië ·
Schotland ·
Senegal ·
Servië ·
Singapore ·
Slovenië ·
Slowakije ·
Sovjet-Unie ·
Spanje ·
Suriname ·
Thailand ·
Togo · 
Tsjechië ·
Tsjecho-Slowakije ·
Tunesië · 
Turkije · 
Uruguay ·
Verenigde Arabische Emiraten ·
Verenigde Staten ·
Wales ·
Wit-Rusland ·
Zuid-Afrika ·
Zuid-Korea ·
Zweden ·
Zwitserland
Argentinië (1995) · 
Australië (2018) ·
Australië (2022) · 
België (2021) · 
Duitsland (1992) · 
Duitsland (2012) · 
Engeland (2021) · 
Finland (2021) · 
Frankrijk (2002) · 
Frankrijk (2018) · 
Japan (2010) · 
Kameroen (2010) · 
Kroatië (2018) · 
Nederland (2010) · 
Nederland (2012) · 
Peru (2018) · 
Portugal (2012) · 
Rusland (2021) · 
Senegal (2002) · 
Tsjechië (2021) · 
Uruguay (2002) · 
Wales (2021)
FSF · A-internationals · Statistieken · Bondscoaches · Faeröers vrouwenelftal · Faeröer U21 · Faeröer U20 · Faeröer U19 · Faeröer U18 · Faeröer U17 · Faeröer U16
1980 – 1989 ·
1990 – 1999 ·
2000 – 2009 ·
2010 – 2019 ·
2020 – 2029
1988 · 
1989 · 
1990 ·
1991 · 
1992 · 
1993 · 
1994 · 
1995 · 
1996 · 
1997 · 
1998 · 
1999 · 
2000 · 
2001 · 
2002 · 
2003 · 
2004 · 
2005 · 
2006 · 
2007 · 
2008 · 
2009 · 
2010 · 
2011 · 
2012 · 
2013 · 
2014 · 
2015 · 
2016 ·
2017 ·
2018 ·
2019 ·
2020 ·
2021 ·
2022 ·
2023 ·
2024
Albanië ·
Andorra ·
Armenië ·
Azerbeidzjan ·
België ·
Bosnië en Herzegovina ·
Canada ·
Cyprus ·
Denemarken ·
Duitsland ·
Estland ·
Finland ·
Frankrijk ·
Georgië ·
Gibraltar ·
Griekenland ·
Hongarije ·
Ierland ·
IJsland ·
Israël ·
Italië ·
Joegoslavië ·
Kazachstan ·
Kosovo ·
Letland · 
Liechtenstein ·
Litouwen ·
Luxemburg ·
Malta ·
Moldavië ·
Nederland ·
Noord-Ierland ·
Noord-Macedonië ·
Noorwegen ·
Oekraïne ·
Oostenrijk ·
Polen ·
Portugal ·
Roemenië ·
Rusland ·
San Marino ·
Schotland ·
Servië ·
Servië en Montenegro · 
Slovenië ·
Slowakije ·
Spanje ·
Thailand ·
Tsjechië ·
Tsjecho-Slowakije ·
Turkije ·
Wales ·
Zweden ·
Zwitserland